# Maxis
Maxis Software je američka tvrtka osnovana 1987. godine kao nezavisni proizvođač videoigara. Trenutno je pod vlasništvom Electronic Artsa (EA) i jedna je od njegovih najvažnijih podružnica. Maxis je tvorac najprodavanije videoigre svih vremena, igre The Sims i nastavka The Sims 2. 2008. godine, proizveli su igru Spore. Ta imena su najpoznatiji naslovi ove tvrtke.
Većina videoigara tvrtke Maxis se temelje na simulaciji, iako ne s traditionalnim simulacijama. Maxis je i izdao neke igre drugih proizvođača, poput A-Traina i SimTowera.

## Povijest

### Podrijetlo
Maxis je 1987. godine osnovao Will Wright i Jeff Braun da bi lakše izdavali SimCity za osobna računala. Prije toga, videoigra je bila ograničeno napravljena za Commodore 64 zbog malog broja interesa izdavača. Razlog za to je bio, jer SimCity nije traditionalna i obična videoigra s mogućnostima "dobiti" i "izgubiti". Igra je izašla da bi postala jedna od najpopularnijih videoigara.
SimCity serijal je od tada imao mnogo nadogradnja, kao SimCity 2000 (1993.), SimCity 3000 (1999.), SimCity 3000: Unlimited (2000.), SimCity 4 (2003.). Maxis je izdao i neke igre koje nisu bile u "sim" formatu, kao RoboSport (1991.) i dobro poznati 3D Pinball za Windows.
Nakon uspjeha sa SimCity serijalom, Maxis je probao s mnogim novim "Sim" videoigrama. Neki od pokušaja su bili SimAnt, SimFarm, SimEarth, SimLife, SimTower, SimIsle i SimHealth. Maxis je pristupio s drugim tvrtkama da bi proizveo poslovna pomagala; npr. SimRefinery. Uspjeh ovih igara je bio dosta dobar, ali nijedna igra se nije mogla mjeriti sa SimCityjem. Maxisov hit The Sims je jedini od boljih serijala kasnje.

### Pad
Nakon velikog uspjeha SimCityja, Maxis je eksperimentirao s različitim žanrovima. Međutim, njihove nove videoigre, uključujuću The Crystal Skull i SimCopter, su bili neuspjesi i promašaji. Zajedno s Cinematronicsom, kreirali su igru Crucible. Veliki gubitci i manjak rukovodstva doveli su tvrtku Maxis do ponuda za otkupljivanje.

### Pripajanje Electronic Artsu
Electronic Arts (EA) je otkupio Maxis 28. srpnja 1997. godine. Za razlikuod ostalih otkupljivanja Electronic Artsa, poput pripajanja Origin Systemsa i Westwood Studiosa, otkup Maxis je trajao dosta sporo; tvrtka je zadržala nekoliko osoblja svoje originalne postave, uključujući i Willa Wrighje sadržava samo Electronic Artsov logo na omotu, iako Sims 2 prikazuje Maxisov logo na početku igre, i na druge strane omota. Od 18. listopada 2006., i izlaska videoigre The Sims 2: Pets (ekspanzija), Maxisov logo je izostavljen s početka igre. Također do igre The Sims 2: FreeTime, Maxisov logo je korišten kao tipka u igri. u FreeTimeu, Maxisov logo je zamijenjen logom The Sims serijala (eng: plumbob).
Mnogo godina, Maxisova lokacija je bila Walnut Creek Kalifornija (prije toga, Orinda Kalifornija), ali u veljači 2004. pomaknut je na EA-ovo skladište u Redwood Shoresu.
Sadašnje sjedište Maxisa je studio Will Wrighta u Emeryvillu, Kalifornija.

## Poznate videoigre
Maxis je poznat po svojim simulacijskim videoigrama, u kojim nema specifičnog cilja i kraja igre, što ih čini gotovo beskonačnima. Zasad posljednji projekt tvrtke je videoigra Spore, igra koja dopušta igraču da stvori jednostanični organizam, koji se kasnije razvija do bića koji putuje svemirom.

### SimCityserijal
SimCity je bila Maxisova prva igra, bila je vrlo originalna, jer nije bilo posebnog cilja ni kraja, kao ni pobjednika ni gubitnika igre. U ovom serijalu, igrač mora sagraditi grad, iz običnog sela u uspješnu metropolu. Serijal uključuje pet igara: SimCity, SimCity 2000, SimCity 3000, SimCity 4 i SimCity Societies, i tri ostale: SimCity: The Card Game, SimCopter i Streets of SimCity. Petu igru u serijalu, SimCity Societies, nije proizveo Maxis, nego Tilted Mill Entertainment.

### The Simsserijal
Najuspješniji serijal Maxisa, kao i najprodavanija igra za PC svih vremena je The Sims iz 2000. godine. Maxis je proizveo i devet dodataka(ekspanzija) za videoigre, kao i online verziju igre  (The Sims Online). Maxisov The Sims 2 je izašao 2004. godine, sadržavao je 3D računalnu grafiku. The Sims 2 sadržava osam dodataka idevet dodataka s predmetima. The Sims 3 je najavljen u studenom 2006., a izašao je 2., 4. i 5. lipnja 2009. Međutim proizvođač igre je EA Black Box a koproizvođač Visceral Games.

### Spore
Zasad zadnji Maxisov projekt, videoigra Spore, je izašla 7. rujna 2008. (5. rujna u Europi). Igrač stvara biće počevši s jednostaničnim organizmom, i pretvara ga u inteligentno i društveno biće. Biće postupno dobiva inteligenciju da bi na kraju sagradio svemirski brod, što je i cilj igre. Spore Creature Creator (hr: Kreator Spore bića) dopušta igračima da sami kreiraju vrste za kasniju upotrebu u igri. Ovo je jedna od rijetkih videoigara od Maxisa koja ima cilj igre; igrač mora proći pet različitih faza i mora doseći do tehnologije putovanja svemirom. Krajnji cilj igre je ulaz u središte galaktike, veliku crnu rupu okruženu snažnim kiborg vrstama zvanim The Grox. Međutim, igrač može ostati u određenoj fazi koliko god hoće, čak i nakon upotpunjenja faze.
"Spore" su hvalili mediji, te Maxis i EA Games kao jednu od najrevolucionarnijih igara svih vremena. Profesionalne kritike su bile jako pozitivne, ali je obično pučanstvo igru primilo s velikim sumnjama, pogotovo zbog DRM tehnologije. EA Games je potvrdio proizvodnju dodataka zbog financijskog uspjeha videoigre Spore.

## Vanjske poveznice
- Maxis kod MobyGames-a
- Sim serijal kod MobyGames-a
- "SIMply Divine: Priča Maxis Software  Arhivirana inačica izvorne stranice od 9. lipnja 2011. (Wayback Machine)", (2000.) na GameSpotu od Geoffa Keighleya